# Zàynab bint Jahx
Zàynab bint Jahx al-Assadiyya o, més senzillament, Zàynab bint Jahx fou esposa de Mahoma. El profeta s'hi va casar quan la dona es va divorciar de Zayd ibn Hàritha, llibert i fill adoptiu de Mahoma. La seva mare era tia materna de Mahoma i el seu pare un membre de la tribu Asad.
Mahoma la va veure i li va agradar i va convèncer a Zayd de divorciar-se (626), episodi que a l'edat mitjana fou aprofitat pels propagandistes anti-musulmans, mentre els musulmans encara avui l'enfoquen de la manera més favorable possible a Mahoma.
Quan s'hi va casar tenia uns 35 anys. Fou amiga d'Àïxa i famosa per la seva caritat. Va morir el 641.